# Фишбах-Оберраден
Фишбах-Оберраден (нем. Fischbach-Oberraden) — община в Германии, курорт, расположен в земле Рейнланд-Пфальц. 
Входит в состав района Айфель-Битбург-Прюм. Подчиняется управлению Нойербург.  Население составляет 73 человека (на 31 декабря 2010 года). Занимает площадь 6,67 км².
Город подразделяется на 2 городских района.